# Antônio Anastasia
Antônio Augusto Junho Anastasia (Belo Horizonte, 9 de mayo de 1961) es un abogado, profesor y político brasileño. Se desempeñó como gobernador del estado de Minas Gerais entre 2010 y 2014. Es miembro del Senado Federal de Brasil desde 2015.

## Carrera
Electo vicegobernador de Aécio Neves en 2006, Anastasia se convirtió en gobernador cuando Neves renunció para postularse para el Senado Federal en marzo de 2010. En las elecciones generales del 3 de octubre de 2010, Anastasia fue elegido como parte del Partido de la Social Democracia Brasileña (PSDB) para un período completo de cuatro años como gobernador, comenzando el 1 de enero de 2011.
También se ha desempeñado como profesor en la Facultad de Derecho de la Universidad Federal de Minas Gerais, donde se había graduado en 1983.

## Controversias
En 2016 presidió la comisión que analizó el proceso de destitución de Dilma Rousseff en el Senado brasileño, pese a que también fue denunciado por maquillaje de cuentas durante sus años de gobernador, sin ser procesado.